# Aquifoliales
Classification APG III (2009)
Ordre
L'ordre des Aquifoliales est un ordre de plantes dicotylédones introduit par la classification phylogénétique des angiospermes. Les Aquifoliales appartiennent au groupe des Euasterids II (Campanulidées), lui-même rattaché aux Asterids (Astéridées) puis au noyau des vraies Dicotylédones.
En classification phylogénétique APG (1998) l'ordre comprend:
- ordre Aquifoliales
- : famille Aquifoliaceae (famille du houx)
- : famille Helwingiaceae
- : famille Phyllonomaceae

En classification phylogénétique APG II (2003) et classification phylogénétique APG III (2009) l'ordre est étendu pour donner:
- ordre Aquifoliales Senft (1856)
- : famille Aquifoliaceae Bercht. & J.Presl (1820) (famille du houx)
- : famille Cardiopteridaceae Blume (1847) (incluant Leptaulaceae Tiegh.)
- : famille Helwingiaceae Decne. (1836)
- : famille Phyllonomaceae Small (1905)
- : famille Stemonuraceae Kårehed (2001)